# خاره‌چسب پازرد
خاره‌چسب پازرد (نام علمی: Cellana sandwicensis) نام یک گونه از راسته باستان‌شکم‌پاسانان است.